# Odynerus corvus
Odynerus corvus är en stekelart som beskrevs av Meade-waldo. Odynerus corvus ingår i släktet lergetingar, och familjen Eumenidae. Utöver nominatformen finns också underarten O. c. viridipennis.